# Reserva municipal Isla del Sol
La Reserva Isla del Sol es un área protegida situada en el departamento Constitución, en la provincia de Santa Fe, Argentina, en torno aproximadamente a la posición 33°13′S 60°19′O / -33.217, -60.317.
La reserva abarca un área de 330 ha. aproximadamente, que corresponde a la superficie de la isla situada frente a la ciudad de Villa Constitución, en la región del delta e islas del río Paraná.
Fue creada mediante Ordenanza Municipal 1402 del 18 de junio de 1993 y abarca la totalidad de la anteriormente conocida como Isla Cafferata.

## Características generales
El objetivo de creación de la reserva fue preservar los ambientes típicos del delta medio y crear un espacio de utilidad educativa y recreativa.
Adicionalmente, la creación de la reserva permitió desarrollar tareas de recuperación de la isla, dado que con anterioridad había sido utilizada para la acumulación de desechos de la ciudad.

## Flora y fauna

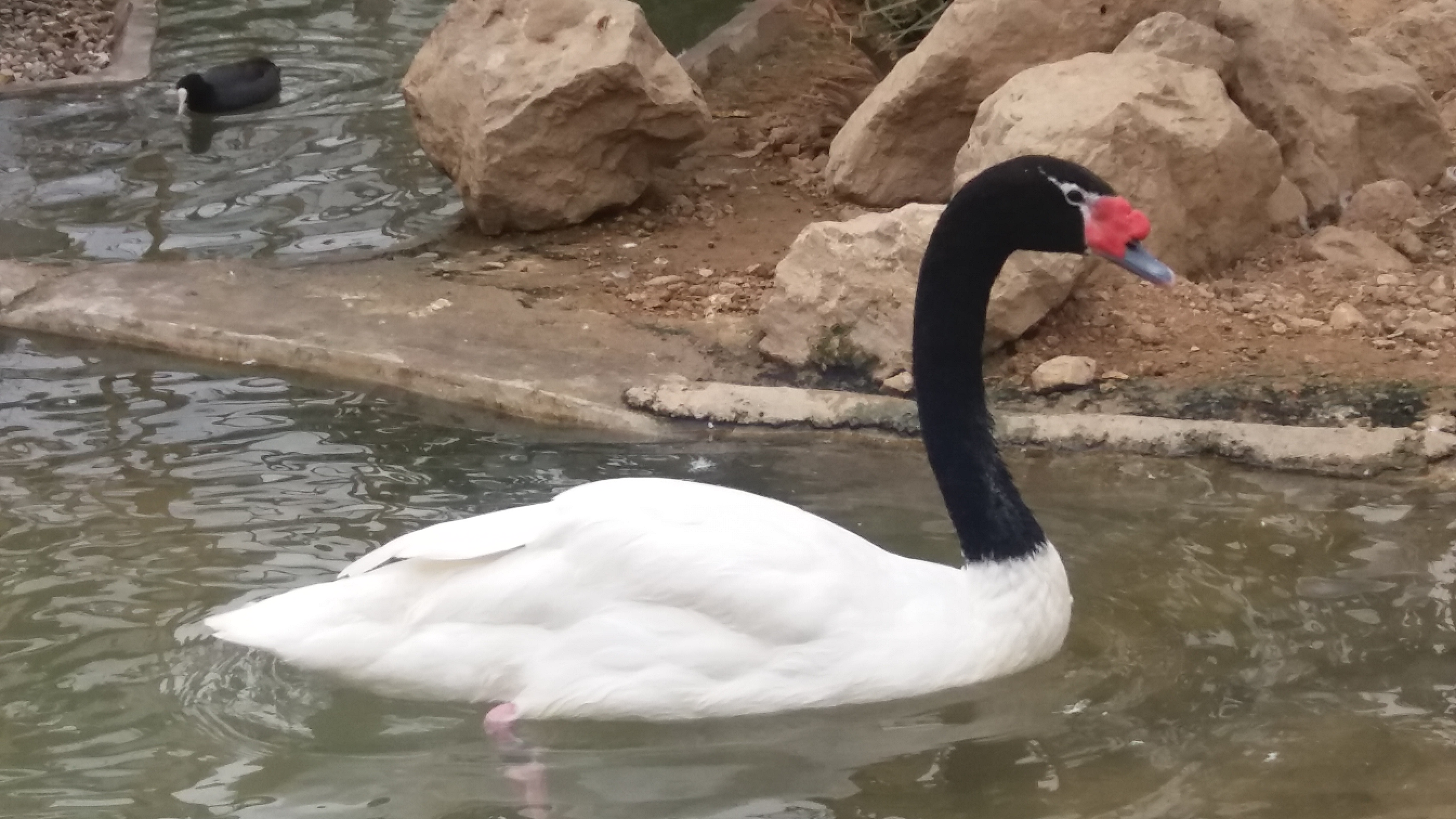
Cisne cuello negro (Cygnus melancoryphus).

La rica cubierta vegetal está compuesta por ceibos (Erythrina crista-galli), curupíes (Sapium haematospermum) y espinillos (Acacia caven), con la presencia de algunos ejemplares de peguajó (Thalia) y rosa de río (Hibiscus striatus). Existen bosquecillos de sauces (Salix humboldtiana) y en menos medida alisos (Tessaria integrifolia), bajo los que se encuentran margaritas de campo (Aspilia), labiadas (hyptis mutabilis) y chilcas (Baccharis salicifolia).
La fauna presente en la isla incluye coipos (Myocastor coypus) y carpinchos (Hydrochaeris hydrochaeris), entre otros.

El ambiente es hábitat de gran número de aves, entre las que se distinguen la garza bruja (Nycticorax nycticorax), la garza blanca (Ardea alba) y el chajá (Chauna torquata). También se pueden observar sietevestidos (Poospiza nigrorufa), el arañero cara negra (Geothlypis aequinoctialis), el pico de plata (Hymenops perspicillatus) y la monterita cabeza negra (Poospiza melanoleuca).

Han sido registradas importantes comunidades de cisne cuello negro (Cygnus melancoryphus).